# 第二代巴尔梅里诺勋爵约翰·埃尔芬斯通
约翰·埃尔芬斯通，第二代巴尔梅里诺勋爵（英語：John Elphinstone, 2nd Lord Balmerino，1590年？月？日—1649年2月28日），是苏格兰的贵族，他强烈反对查理一世在苏格兰的教会政策。1634年被皇家法院判处死刑，后来获得赦免。